# François de Labriolle
Pour les autres membres de la famille, voir Champagne de Labriolle.
François Champagne de Labriolle, né le 17 février 1926 à Poitiers et mort le 11 octobre 2019 à Vanves, est un slaviste français, agrégé de grammaire et docteur en slavistique. 

## Biographie
Il est professeur émérite de langue et littérature russes à l'Institut national des langues et civilisations orientales, à la direction duquel il a pris part, comme vice-président (1971-1986) puis comme président (1986-1993). Il a écrit et publié sur la littérature russe et sur les républiques baltes (Estonie, Lettonie, Lituanie).
Il est le fils de Pierre de Labriolle, professeur à la Sorbonne, membre de l'Institut, spécialiste de la littérature latine chrétienne et en particulier de Tertullien. Marié à Jacqueline Chabalier, il est père du diplomate français Jacques de Labriolle diplômé de langues bantoues de l'INALCO.
François de Labriolle est chevalier de la Légion d’honneur et commandeur dans l’ordre des Palmes académiques.

## Publications
- I. A. Krylov, les œuvres de jeunesse et les courants littéraires (POF, 1971)
- L’échec dans l’œuvre d’I. Gontcharov (Éditions Mouton, 1987)
- Le secret des trois cartes dans La Dame de pique de Pouchkine (Canadian Slavonic Papers, 1974)
- Grammaire russe de base, avec Natalie Stepanoff-Kontchalovski,  (ISBN 978-2-85065-081-9), Éditeurs réunis, 1974 (1re édition)
- La Lettonie (avec Suzanne Champonnois), Éditions Karthala, Paris, 1999
- Estoniens, Lettons, Lituaniens : histoire et destins (avec Suzanne Champonnois), Éditions Armeline, 2004  (ISBN 2-910878-26-0)
- L'Estonie : des Estes aux Estoniens (avec Suzanne Champonnois),  Paris, Éditions Karthala, coll. « Méridiens », 1997, 285 p. + 8 p. d'illustrations  (ISBN 2-86537-724-5)
- Dictionnaire historique de la Lituanie (avec Suzanne Champonnois), Brest, Éditions Armeline, 2001  (ISBN 978-2-910878-17-7)
- Dictionnaire historique de la Lettonie (avec Suzanne Champonnois), Brest, Éditions Armeline, 2003  (ISBN 978-2-910878-25-2)
- Dictionnaire historique de l'Estonie (avec Suzanne Champonnois), Brest, Éditions Armeline, 2005. 313 p.  (ISBN 2-910878-38-4)
- La Lituanie : un millénaire d'histoire (avec Suzanne Champonnois), Éditions L'Harmattan, 2007  (ISBN 978-2-296-03312-2)